# Virginia Slims of Kansas 1983
Il Virginia Slims of Kansas 1983 è stato un torneo di tennis giocato sul cemento. È stata la 5ª edizione del torneo, che fa parte del Virginia Slims World Championship Series 1983. Si è giocato al Kansas Coliseum di Wichita negli Stati Uniti, dal 19 al 25 settembre 1983.

## Campionesse

### Singolare
Elizabeth Sayers ha battuto in finale  Anne Minter con il punteggio di 6–3, 6–1

### Doppio
Sandy Collins /  Elizabeth Sayers hanno battuto in finale   Chris O'Neil /  Brenda Remilton con il punteggio di 7–5, 7–6